# Élodie La Villette
Élodie La Villette   (Estrasburg, 12 d'abril de 1848 - Saint-Pierre-Quiberon, 1917) fou una artista francesa. Filla d'un metge militar, tant ella com la seva germana van rebre una educació refinada que, complementarà els seus estudis amb la música i el dibuix.
En el transcurs dels anys 1860, les dues germanes, Élodie i Caroline Jacquier, cursen els estudis a l'institut d'educació secundària de Lorient i assisteixen a classes de dibuix amb el pintor Ernest Corroller, que marcarà, amb la seva influència, la carrera de totes dues pintores.
El desembre de 1860, a Lorient, Élodie Jacquier es casa amb Jules La Rousse La Villette, tinent al batalló de fusiliers a la mateixa població, que dona suport a la seva dedicació artística. Al llarg dels anys ella seguirà les destinacions del seu marit en els diferents canvis de guarnició: Arras, Lille, Dunkerque, Béthune et Paris. L'any 1865 neix la seva primera filla, Aimée Marie Marguerite (que esdevindrà compositora, sota el nom de Rita Strohl).

La primera exposició d'Elodie La Villette va tenir lloc a París l'any 1870 i ja no va deixar d'exposar-hi fins a 1914. L'any 1872, vivint a Arras, seguí els cursos de Désiré Dubois. El 1875, mentre visqué a Douai, rebé una medalla del Saló anual. Allí es feu retratar per Charles Demory. L'any següent, de nou a Lorient, un dels seus quadres va ser adquirit per l'Estat per al Museu de Luxemburg.

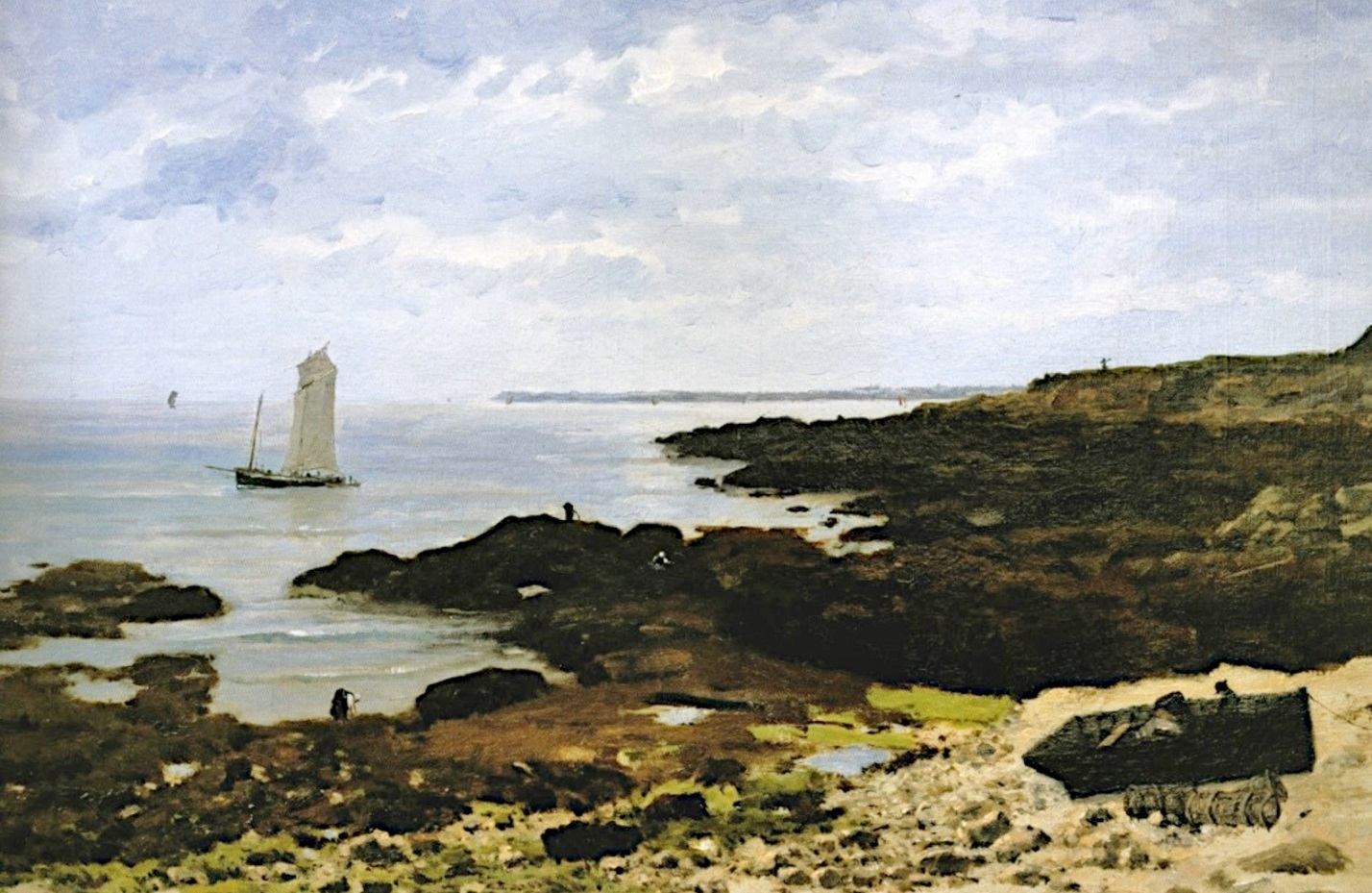
Elodie La Villette, Larmor-Plage (1879)

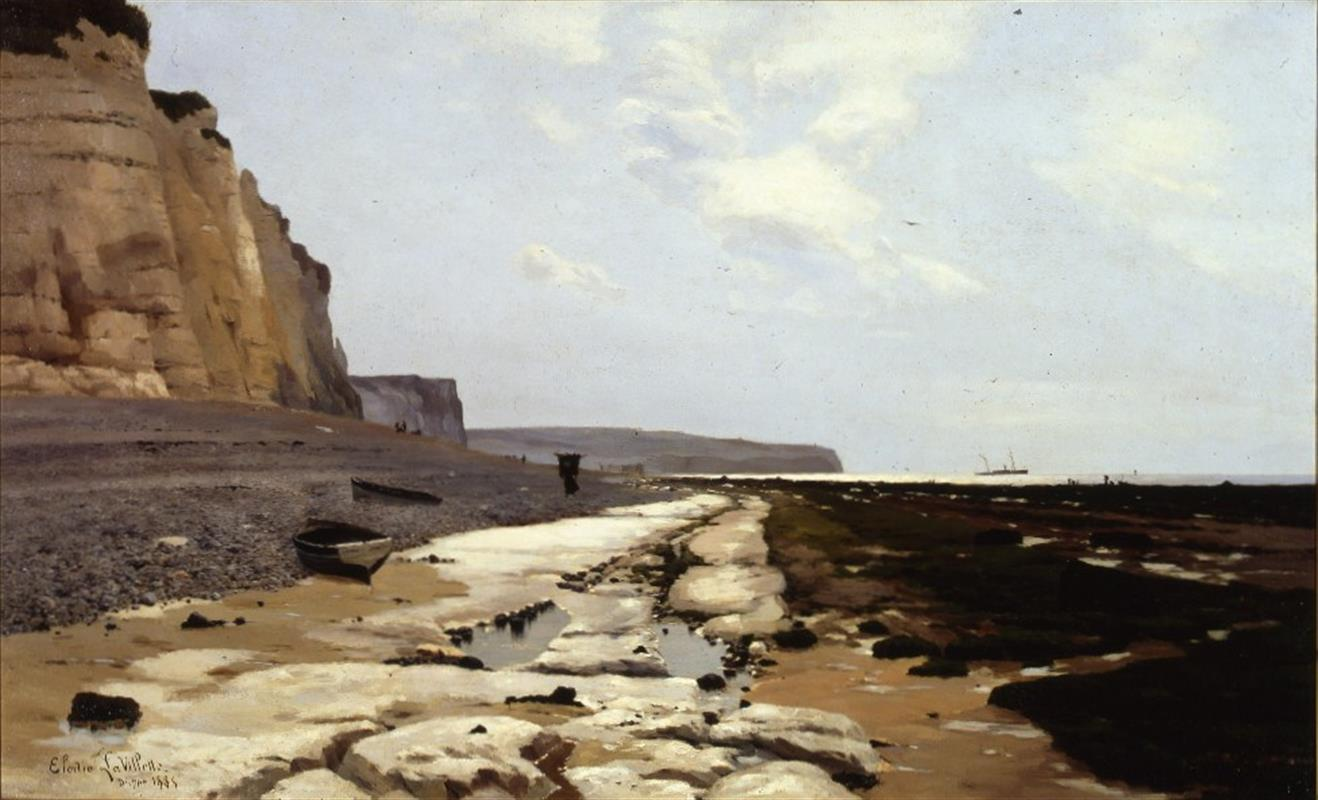
Chemin de Bas Fort Blanc, 1885

Al 1881, impulsada per Hélène Bertaux es creà la Union des femmes peintres et sculpteurs, decidida a organitzar els seus propis Salons. Elodie La Villette en serà la vicepresidenta i Virginie Demont-Breton, la presidenta. El 26 de gener de 1882 exposà en aquest Saló. L'any 1889, Élodie La Villette rebé una menció à l'Exposició Universal de París. Al 1893 formà part de la delegació de les artistes franceses presentades a l'Exposició Universal de 1893 a Chicago, al Woman's Building. L'any 1901 exposà 40 quadres a París, i al 1909, 63 quadres a Brussel·les.

## Salons
- Salon des Artistes Français, de 1870 à 1914.
- Salon de l'Union des Femmes Peintres et Sculpteurs,[4] de 1882 a 1916.
- Salon de la Société des Amis des Arts de Nancy, de 1893 a 1910.

## Exposicions
- 1991: invitada d'honor al Saló de la Société Lorientaise des Beaux-arts. També se li va fer un homenatge retrospectiu l'any 2007.
- 2014: el Musée des Beaux-arts de Morlaix ha consagrat la seva exposició d'estiu a les dues germanes pintores, Élodie de La Villette et Caroline Espinet, del 14 de juny al 31 d'octubre de 2014.

## Obres en col·leccions públiques
- Besançon, Musée des Beaux-arts et d'Archéologie de Besançon, dipòsit del Musée d'Orsay: Grève de Lohic et l'Île des Souris près de Lorient (1876).
- Douai, Musée de la Chartreuse: Vue du quai Fleurquin à Douai.
- Laval, Musée du Vieux-Château: Marine, temps gris.
- Lille, Palais des Beaux-arts: La falaise d'Yport.
- Morlaix, Musée des Beaux-arts: Chemin de Bas-fort-Blanc.
- Paris, Musée du Louvre (Département des arts graphiques) : Marée montante à Larmor (dibuix)..
- Strasbourg, Musée d'Art Moderne et Contemporain: Marine